# Eureka (pel·lícula de 1983)
Eureka és una pel·lícula britànico-estatunidenca realitzada per Nicolas Roeg, estrenada l'any 1983. Ha estat doblada al català.

## Argument
Al Canadà, el 1925, Jack McCann, desesperat i envoltat per la mort, esdevé sobtadament un home ric descobrint un filó d'or. 20 anys més tard, desenganyat i instal·lat en una illa jamaicana, viu reclus amb la seva dona alcohòlica, la seva filla casada amb un home que ell detesta, i el seu associat que intenta a esquenes seves, via la màfia, construir un casino.

## Repartiment
- Gene Hackman: Jack McCann
- Theresa Russell: Tracy
- Rutger Hauer: Claude Maillot von Horn
- Jane Lapotaire: Helen McCann
- Mickey Rourke: Aurelio De Amato
- Ed Lauter: Charles Perkins
- Joe Pesci: Mayakofsky
- Helena Kallianiotes: Frieda
- Cavan Kendall: Pierre de Valois
- Corin Redgrave: Worsley
- Joe Spinell: Pete
- Frank Pesce: Stefano
- Michael Scott Addis: Joe
- Norman Beaton: Byron Judson
- Emrys James: el jutge

## Al voltant de la pel·lícula
- El rodatge s'ha desenvolupat a Florida, a Jamaica, a Twickenham i Vancouver.

## Nominacions
- Nominació al premi a la millor fotografia, per la British Society of Cinematographers el 1983.